# Нурпеис, Кенес Нурпеисулы
Кенес Нурпеисулы Нурпеис (каз. Кеңес Нұрпейісұлы Нұрпейіс; 15 марта 1935, Райымбекский район, Алматинская область, КазССР, СССР — 9 декабря 2007, Алма-Ата, Казахстан) — советский и казахский видный учёный-историк, доктор исторических наук (1973), профессор (1980), академик НАН РК (2003).
Заслуженный деятель науки и техники Казахстана (1998), лауреат Государственной премии Казахской ССР в области науки и техники (1982).

## Биография
Родился 15 марта 1935 года в небольшом селе Саты Кегенского района (ныне Райымбекского района) Алматинской области.
В 1957 году окончил с отличием исторический факультет Казахского государственного университета.
С 1958 по 1975 годы — младший, старший научный сотрудник Института истории и этнологии им. Ч.Ч.Валиханова НАН РК.
С 1976 по 2007 годы — заведующий отделом Института истории и этнологии им. Ч.Ч.Валиханова.
С 1957 года — преподаватель, профессор исторического факультета Казахского национального университета, исторического факультета Казахского государственного женского педагогического университета.
Скончался 9 декабря 2007 года, похоронен на Кенсайском кладбище.

## Научные, литературные труды
В 1963 году защитил кандидатскую диссертацию на тему: «Советы Северо-Восточного Казахстана в борьбе за установление и укрепление власти рабочих и крестьян».
В 1973 году защитил докторскую диссертацию на тему: «Крестьянские Советы Казахстана в 1917-1929 гг.» (История организации, укрепления, практической деятельности аульных советов).
Автор более 20 монографий, брошюр, учебников, более 500 научно-исследовательских статей по вопросам национально-государственного строительства и социально-экономического развития истории Казахстана, направленных на ликвидацию «Белых пятен» в истории Казахстана, формирование исторического сознания населения, возрождение культурного наследия, историю движения Алаш. 
Под его научным руководством защищено около 50 кандидатских и более 10 докторских диссертаций.

## Награды и звания
- 1970 — Медаль «В ознаменование 100-летия со дня рождения Владимира Ильича Ленина»
- 1982 — Государственная премия Казахской ССР в области науки и техники за коллективный труд в пяти томах «История Казахской ССР — с древнейших времен до наших дней».
- 1985 — Медаль «Ветеран труда»
- 1985 — «Отличник народного просвещения Казахской ССР»
- 1995 — Нагрудный знак «Отличник образования Республики Казахстан»
- 1997 — Академик Академии социальных наук Республики Казахстан
- 1998 — присвоено почётное звание «Заслуженный деятель науки и техники Казахстана» — за значительный вклад в развитие отечественной науки и образования.
- 2001 — Национальная премия «Человек года — Алтын Адам» по номинации деятель науки.
- 2005 (март) — Благодарственное письмо Президента Республики Казахстан с вручением нагрудного знака — за заслуги в развитии отечественной исторической науки и в связи с 70-летием со дня рождения.
- 2005 (9 декабря) — Указом президента РК награждён орденом «Парасат» — за большой вклад в развитие отечественной исторической науки, общественную активность и заслуги в воспитании подрастающего поколения.